# Olímpico Clube
O Olímpico Clube, é um clube social e poliesportivo da cidade de Manaus, no Estado do Amazonas, Brasil. É tricampeão amazonense de futebol de 1944, 1947 e 1967.

## História
O Olímpico foi fundado oficialmente no dia 17 de Outubro de 1938 nos porões de uma residência localizada na Rua José Clemente. Ingressou nos quadros da Federação Amazonense de Desportos Atléticos(FADA) já no ano seguinte, passando a disputar seus principais torneios, entre eles o Campeonato Amazonense de Futebol. Disputou também os campeonatos de Basquete, Vôlei, Handebol e Futebol de Salão entre outros. No futebol disputou o Campeonato Amazonense em seu período amador em 1939 e 1940, 1942 a 1947. Foi bicampeão amazonense em 1947 e então se ausentou por seis anos, para voltar a disputar de 1954 a 1957. Ficou novamente ausente de 1958 até 1963, voltando ao estadual de futebol com a profissionalização do mesmo, em 1964. Como profissional, foi campeão amazonense de futebol em 1967 e disputou até 1973, tendo um total de 20 participações.

### Campeão de 1967 - A abertura para os importados
Depois de um breve afastamento, o Olímpico voltou ao futebol para atuar na temporada profissional de 1967. Sempre um clube esbanjante, o Olímpico não hesitou em trazer dezenas de atletas provenientes do estado do Rio de Janeiro, que, ganhavam salários melhores que os chamados "Prata da Casa". O Olímpico, levou o título daquele ano, batendo o  Nacional, com duas vitórias por 2-0, já no ano de 1968. Graças a este título o clube conquistou o direito de representar o Amazonas na Taça Brasil de Futebol

### Recorde
O clube, mantém um recorde local, que perdura há décadas: o jogador Manoel "Quinha" Freire de Almeida, é o maior artilheiro em um jogo do estadual de futebol, ao marcar nove gols numa mesma partida, em um jogo vencido pelo Olímpico, com o placar de 14-1 perante o Independência, em 28 de dezembro de 1957, feito ainda não igualado por outro jogador.

### A volta ao Futebol em 2007
Depois de mais de 20 anos desativado, o tricolor dos cinco aros voltou a ativa em 2007, na disputa da segunda divisão do futebol estadual (Série B). Entretanto, depois de alguns resultados negativos, quando enfrentaria o CDC em Manicoré, não chegou a tempo de disputar a partida, por causa de uma forte tempestade, com ventania durante a viagem de barco até o município de destino, e perdeu o jogo naquela ocasião por W.O. O clube argumentou que houve um "caso fortuito com força da natureza"durante a viagem e por isso não compareceu à partida, mesmo assim a Federação Amazonense de Futebol não aceitou o pedido de clemência, e deram a viagem a Manicoré como inexistente. Como resultado, o clube punido com suspensão por 2 anos de todas as competições oficiais de futebol. Desde então o clube não mais retornou à pratica esportiva.

## Grandes jogos
- 24 de Fevereiro de 1968 - 2x0 Nacional, jogo do 3º título do clube, sobre o maior papão de taças do estado.
- 28 de Dezembro de 1957 - 14x1 Independência, maior goleada do clube no campeonato Amazonense.
- 27 de Dezembro de 1947 - 11x1 Independência, a segunda maior goleada do clube.

## Símbolos

### Nome
O nome se deve aos esportes Olímpicos e à poliesportividade do clube. Inicialmente, usou a grafia Olympico Club, que perdurou por algumas décadas, e, depois foi atualizada para a grafia atual.

### Escudo
O escudo do Olímpico, consiste em dois círculos (um menor introduzido ao maior, ambos brancos de bordas azuis), uma faixa vermelha horizontal com os anéis olímpicos (na cor branca) se sobrepõe a ambos. Nas partes superior e inferior entre o circulo maior e o menor, se encontram as inscrições Olímpico e Clube, na cor azul.

### Cores
As cores do Olímpico são o vermelho, o azul e o branco, em alusão à Bandeira do Estado do Amazonas. 

### Uniformes
O Olímpico era conhecido nos idos anos 40, 50 e 60 como o clube "granfino" por ser ligado à elite manauara. Por isso, o clube sempre utilizava uniformes vistosos, combinando suas cores. O mesmo chegou a utilizar uma camisa quadriculada, combinando vermelho e azul com um calção branco. Chegou também a utilizar camisa branca, com uma faixa transversal vermelha (como no seu escudo) combinada a um calção azul. Outro uniforme notório da agremiação foi quando utilizou um conjunto todo branco com os 5 aros olímpicos em seu interior.

## Torcida
Até 1967, quando o Olímpico levantou sua terceira taça no futebol local, o clube dos 5 aros estava atrás apenas de Nacional e Rio Negro no que dizia respeito a torcida. Era capaz de se igualar ao Fast Clube até seu licenciamento. Depois que se afastou do futebol profissional, o Olímpico perdeu seus torcedores que migraram para outros clubes e hoje, mais de 50 anos após sua última participação na primeira divisão, o clube não mais possui torcedores.
A celebre frase “Olímpico dos meus amores” está gravada entre os seus torcedores e até no meio dos adversários. Foi criada pelo comentarista Belmiro Vianez, um torcedor declarado do clube. Este também era um de seus mais severos críticos, no seu modo característico agressivo, uma conduta que o levou a ser o mais apreciado de Manaus, durante os primeiros dez anos de existência da FAF, entidade que também ajudou a fundar.

## Clube social
O clube tem uma das maiores sedes sociais de Manaus, contando com parque aquático dotado de três piscinas, três campos sintéticos e restaurante, para atender seus associados.
O Olímpico sempre se destacou como clube social, sendo considerado um dos principais incentivadores do Carnaval manauara, criador do bloco da Boneca Kamélia, que já dura mais que 50 anos. Além disso, recebeu também os bois Caprichoso e Garantido, bem como o grupo Carrapicho. Por sua atividade social, esportiva e cultural, em 23 de Maio de 1941 foi considerado de utilidade pública pelo governo do estado.

### Boneca Kamélia
Em Dezembro de 1938, Cândido Jeremias Cumaru, popular Kandu, adquiriu uma boneca negra, vestida com trajes de baiana. Em 1939, criou o bloco de carnaval da boneca. Alguns anos depois a boneca se tornaria um símbolo do carnaval manauara, quando em 1955 recebeu as chaves da cidade, simbolizando a abertura oficial do carnaval. Em 1958, o então prefeito Gilberto Mestrinho passou a fazer essa entrega pessoalmente. Anualmente há o evento de recepção da boneca, num evento chamado "Chegada da Kamélia" que acontece no Aeroporto Eduardo Gomes. Em 2013 essa chegada passou por lei a ser a abertura oficial do carnaval de Manaus. Em 2014, a boneca se tornou Patrimônio Imaterial do Amazonas.

## Títulos

### Estaduais
- Campeonato Amazonense de Futebol: 3(1944, 1947 e 1967)
- Copa Amazonas: 1967
- Torneio Início de Futebol: 2:(1942 e 1947)
- Campeonato Amazonense de Handebol(M): 4(1975, 1978, 1979 e 1983)
- Campeonato Amazonense de Handebol(F): 4(1977, 1978, 1979 e 1988)
- Campeonato Amazonense de Vôlei(M): 4(1940, 1948, 1949 e 1959)
- Campeonato Amazonense de Futsal(M): 2 (1975, 1982)

 Com exceção do futebol, todas as modalidades podem apresentar mais conquistas, uma vez que carecem de fontes bibliográficas de todos os anos.